# Adósbesorolás
Az adósbesorolás pénzügyi fogalom, amely azt jelenti, hogy egy adott adós, legyen az akár egy ország gazdasága, egy vállalat, vagy akár magánszemély, pontosan milyen szinten áll adósságának törlesztési képességeivel. Az adósosztályzatok jelzik a befektetők számára, hogy egy adott gazdasági egységbe milyen kockázatok vállalása mellett lehet befektetni. A magasabb kockázattal járó adósosztályzatokat befektetésre nem ajánlott kategóriának hívják a hitelminősítők és a gazdasági szakemberek. 2015-ben Európában, az Unión belül Görögország adósbesorolása volt a legrosszabb, miután 2015. március 27-én előbb a Fitch Ratings nemzetközi hitelminősítő, majd június 11-én a Standard & Poor’s hitelminősítő is a korábbi adósosztályzatról CCC-re változtatta az ország államadós-besorolását. 2015-ben Európában Ukrajna adósosztályzata volt a legrosszabb.
Az adósosztályzat az adósok gazdasági helyzetének különböző szempontok szerinti elemzése által kapott besorolási kategória.

## Adósosztályzatok a három legnagyobb hitelminősítőnél
A hitelminősítők elemzők százait foglalkoztatják az adósok fizetési képességeinek, gazdasági teljesítőképességének, valamint az adósok helyzetére eltérő mértékű hatást gyakorló piaci-gazdasági folyamatok, tényezők megállapítására, trendek, piaci folyamatok feltérképezésére.
A hitelminősítők adósosztályzataikat gyakran a piaci várakozásokat tükröző, pozitív, negatív, vagy semleges kilátással látják el. Pozitív kilátás esetén az adós fizetőképességének, gazdasági teljesítőképességének javulására, vagyis további felminősítésre lehet számítani. Semleges kilátás esetén várható, hogy az adós fizetőképessége és gazdasági körülményei nem változnak számottevő mértékben a következő periódus során. Negatív kilátás esetén az adós fizetőképességének, gazdasági teljesítőképességének további romlása várható, valamint ezen kockázatok miatt további leminősítésekre is lehet számítani.
A három legjelentősebb nemzetközi hitelminősítő a Fitch Ratings, a Moody's Investors Service és a Standard & Poor’s.
| Moody's    | Moody's   | S&P        | S&P       | Fitch      | Fitch     | Osztályzat jellemzése                | Osztályzat jellemzése |
| ---------- | --------- | ---------- | --------- | ---------- | --------- | ------------------------------------ | --------------------- |
| Hosszútávú | Rövidtávú | Hosszútávú | Rövidtávú | Hosszútávú | Rövidtávú | Osztályzat jellemzése                | Osztályzat jellemzése |
| Aaa        | P-1       | AAA        | A-1+      | AAA        | F1+       | Kiváló                               |                       |
| Aa1        | P-1       | AA+        | A-1+      | AA+        | F1+       | Felső kategóriájú                    |                       |
| Aa2        | P-1       | AA         | A-1+      | AA         | F1+       | Felső kategóriájú                    |                       |
| Aa3        | P-1       | AA−        | A-1+      | AA−        | F1+       | Felső kategóriájú                    |                       |
| A1         | P-1       | A+         | A-1       | A+         | F1        | Felső közép kategóriájú              |                       |
| A2         | P-1       | A          | A-1       | A          | F1        | Felső közép kategóriájú              |                       |
| A3         | P-2       | A−         | A-2       | A−         | F2        | Felső közép kategóriájú              |                       |
| Baa1       | P-2       | BBB+       | A-2       | BBB+       | F2        | Alsó közép kategóriájú               |                       |
| Baa2       | P-3       | BBB        | A-3       | BBB        | F3        | Alsó közép kategóriájú               |                       |
| Baa3       | P-3       | BBB−       | A-3       | BBB−       | F3        | Alsó közép kategóriájú               |                       |
| Ba1        | Not Prime | BB+        | B         | BB+        | B         | Befektetésre nem ajánlott Spekulatív |                       |
| Ba2        | Not Prime | BB         | B         | BB         | B         | Befektetésre nem ajánlott Spekulatív |                       |
| Ba3        | Not Prime | BB−        | B         | BB−        | B         | Befektetésre nem ajánlott Spekulatív |                       |
| B1         | Not Prime | B+         | B         | B+         | B         | Erősen spekulatív                    |                       |
| B2         | Not Prime | B          | B         | B          | B         | Erősen spekulatív                    |                       |
| B3         | Not Prime | B−         | B         | B−         | B         | Erősen spekulatív                    |                       |
| Caa1       | Not Prime | CCC+       | C         | CCC+       | C         | Alapvető kockázatú                   |                       |
| Caa2       | Not Prime | CCC        | C         | CCC        | C         | Alapvető kockázatú                   |                       |
| Caa3       | Not Prime | CCC−       | C         | CCC−       | C         | Alapvető kockázatú                   |                       |
| Ca         | Not Prime | CC         | C         | CC         | C         | Szélsőségesen spekulatív             |                       |
| Ca         | Not Prime | C          | C         | C          | C         | Csődközeli                           |                       |
| C          | Not Prime | RD         | D         | DDD        | D         | Csőd                                 |                       |
| /          | Not Prime | SD         | D         | DD         | D         | Csőd                                 |                       |
| /          | Not Prime | D          | D         | D          | D         | Csőd                                 |                       |

## A Fitch Ratings adósbesorolási fokozatai
A Fitch Ratings legrosszabb adósosztályzata a D minősítés, amelynek jelentése default, vagyis magát az államcsődöt jelenti országok esetében.
A második legrosszabb kategória a CCC besorolás, amely rendkívüli törlesztési kockázatokat jelent a befektetők számára.
Befektetésre nem ajánlott kategória a Fitch meghatározása szerint a B adósbesorolás is.
A befektetésre ajánlott kategóriák mind az A besorolásba tartoznak.

## A Standard and Poor's
A Standard and Poor's több tekintetben vizsgálja az adósbesorolásokat egy ország esetében. Ezek: az államadósság-kötelezettség hosszú és rövid futamidejű kockázata.
| ország / terület | osztályozás | kilátás | dátum     | forrás |
| ---------------- | ----------- | ------- | --------- | ------ |
| Magyarország     | BBB−        | Stabil  | 2023 jan. | [ 6 ]  |

## A hitelminősítők osztályozási szempontjai
A hitelminősítők általánosságban véve a gazdaság növekedését, vagy csökkenését, a külföldi és belföldi beruházások alakulását, a törvényhozás következetességét és kiszámíthatóságát, az állami szervek és döntéshozatali mechanizmusok átláthatóságának szintjét, az ország pénzügyi stabilitását befolyásoló főbb szempontokat veszik górcső alá döntéseik meghozatalánál.

### A BofA Merrill Lynch Global Research által figyelembe vett mutatók
A Bank of America-Merrill Lynch bankcsoport londoni elemzőrészlege (BofA Merrill Lynch Global Research) öt alapmutató változásait veszi figyelembe döntéseinél, melyek a következők: a három évre visszatekintő éves átlagos reálnövekedés, az export százalékában mért teljes külső adósságállomány, a devizatartalékokhoz viszonyított rövid lejáratú külső adósság, az államháztartási hiány, és a GDP-arányos folyómérleg-egyenleg.

### A Moody's osztályozási szempontjai
A Moody's 2014 novemberében negatívról stabilra javította a kilátásokat a magyar adósosztályzatot illetően többek közt az alábbi szempontokat is figyelembe véve: a gazdaság középtávon javuló kilátásokkal bír és fokozatosan stabilizálódik, a magyar gazdaság reálértéken bővülésnek indul, a költségvetés konszolidált és finanszírozását egyre inkább belső forrásból valósítják meg, amely ellensúlyozza a külső finanszírozás okozta kockázatokat, valamint a kormányzat elkötelezett a költségvetés egyensúlyának biztosítását illetően.
A 2016 novemberében javított adósbesorolás indokaként a csökkenő államadósság terheit, a devizában való eladósodottság csökkenését, a gazdaság szerkezeti átalakításait, valamint az ország külső sérülékenységének csökkenését hozta fel a hitelminősítő. Ugyanakkor a külföldi tőke továbbra sem áramlik nagy mértékben az országba, hazánk versenyképességi rangsorolása a World Wconomic Forum szerint a 69. helyre elég.

## Az adósosztályzat változásának hatásai
A tárgyidőszakot megelőző bázisidőszak besorolásához képest pozitív előjelű elmozdulás változó mértékben hatással lehet egy adott ország devizaárfolyamára. Ilyenkor az ország devizaárfolyama erősödhet a többi devizaárfolyamhoz képest.
Bizonyos befektetői körök, például pénzpiaci alapok szabályzatai tiltják, hogy olyan országok kötvényeit vásárolják, amelyek az adósbesorolás szempontjából befektetésre nem ajánlott kategóriában vannak. Számos ilyen intézmény esetében érvényes az a szabály, hogy akkor kezdhetik el egy adott ország állampapírjait, kötvényeit és egyéb pénzügyi termékeit vásárolni, amikor már legalább két neves hitelminősítő a befektetésre ajánlott kategóriában tartja az adott ország adósbesorolását. Ezen piaci szereplők megjelenése, az ország gazdaságának stabilizálódása és emiatt a besorolás pozitív felminősítése a kockázati felárakat mérsékli, ezáltal az állam által fizetett kamatterheket is csökkenti. Tehát magasabb adósbesorolási szint esetén alacsonyabb kamatot kell fizetnie az államnak az általa kibocsátott állampapírok után. Ez kedvezően hat az adott ország valutájának árfolyamára, valamint javítja az adott ország gazdaságának megítélését.
Az adósosztályzat emelésének pozitív hatása jól látható a magyar forint piacán kialakult árfolyamban, amely 2016. május 20-án napközben 316 és 317,1 forint között mozgott az euróval szemben, majd a közép-európai idő szerint este 8-kor bejelentett felminősítést követően három óra leforgása alatt 314,9 árfolyamig erősödött az euróval szemben.

## Magyarország adósbesorolásai a rendszerváltás óta
A következő táblázat azt mutatja, meg, hogy hogyan változott Magyarország adósbesorolása az elmúlt évtizedek során a rendszerváltást követően.

Európai és környékbeli országok osztályozása a Standard & Poor.’s alapján (friss.: 2023. febr.-ban):
AAA
AA
A
BBB
BB
B
CCC
CC
nincs adat

| Év   | Fitch | Moody's | Standard & Poor's |
| ---- | ----- | ------- | ----------------- |
| 1989 | ---   | Baa2    | ---               |
| 1990 | ---   | Ba1     | ---               |
| 1991 | ---   | Ba1     | ---               |
| 1992 | ---   | Ba1     | BB+               |
| 1993 | ---   | Ba1     | BB+               |
| 1994 | ---   | Ba1     | BB+               |
| 1995 | ---   | Ba1     | BB+               |
| 1996 | BBB-  | Ba1     | BB+               |
| 1997 | BBB   | Baa3    | BBB-              |
| 1998 | BBB   | Baa3    | BBB-              |
| 1999 | BBB   | Baa2    | BBB               |
| 2000 | BBB+  | Baa1    | BBB+              |
| 2001 | A-    | A3      | A-                |
| 2002 | A-    | A1      | A-                |
| 2003 | A-    | A1      | A-                |
| 2004 | A-    | A1      | A-                |
| 2005 | BBB+  | A1      | BBB+              |
| 2006 | BBB+  | A2      | BBB+              |
| 2007 | BBB+  | A2      | BBB+              |
| 2008 | BBB   | A3      | BBB               |
| 2009 | BBB   | Baa1    | BBB-              |
| 2010 | BBB   | Baa1    | BBB-              |
| 2011 | BBB   | Ba1     | BB+               |
| 2012 | BB+   | Ba1     | BB                |
| 2013 | BB+   | Ba1     | BB                |
| 2014 | BB+   | Ba1     | BB                |
| 2015 | BB+   | Ba1     | BB+               |
| 2016 | BBB-  | Baa3    | BBB-              |
| 2019 | BBB   | Baa3    | BBB               |
| 2021 | BBB   | Baa2    | BBB               |
| 2023 | BBB   | Baa2    | BBB−              |